# Fidżi na Letnich Igrzyskach Olimpijskich 1996
Fidżi na Letnich Igrzyskach Olimpijskich 1996 reprezentowało 17 sportowców : 14 zawodników i 3 zawodniczki. Był to 9 start reprezentacji Fidżi na letnich igrzyskach olimpijskich.

## Skład kadry

### Judo
Mężczyźni
- Nacanieli Takayawa-Qerawaqa - waga do 95 kg - 21. miejsce

### Lekkoatletyka
Mężczyźni
- Jone Delai - bieg na 100 m - odpadł w eliminacjach,
- Joe Naivalu - bieg na 110 m przez płotki - odpadł w eliminacjach,
- Solomone Bole, Jone Delai, Henry Rogo, Soloveni Nakaunicina - sztafeta 4 x 100 m - odpadli w eliminacjach,
- Soloveni Nakaunicina, Henry Rogo, Solomone Bole, Isireli Naikelekelevesi - sztafeta 4 x 400 m - odpadli w eliminacjach

Kobiety
- Rachel Rogers - bieg na 100 m przez płotki - odpadła w eliminacjach

### Pływanie
Mężczyźni
- Carl Probert - 200 m stylem dowolnym - 39. miejsce,

Kobiety
- Caroline Pickering - 100 m stylem dowolnym - 47. miejsce

### Podnoszenie ciężarów
Mężczyźni
- Rupeni Varea - kategoria do 83 kg - 17. miejsce

### Żeglarstwo
- Tony Philp - windsurfing mężczyźni - 14. miejsce,
- Geoffrey Taylor - klasa Finn mężczyźni - 31. miejsce,
- Roberta Lepper - klasa Europa kobiety - 28. miejsce,
- Tiko Crofoot - klasa Laser - 54. miejsce,
- Shayne Brodie, Angus Pattie - klasa Tornado - 18. miejsce